# Jan Mattsson
Pour les articles homonymes, voir Mattsson.
Jan « Lill-Damma » Mattsson est un footballeur puis entraîneur suédois, né le 17 avril 1951 à Kallinge. Il compte 13 sélections en équipe de Suède.

## Biographie

### Joueur
Il fait ses débuts au football dans le club suédois du Kallinge SK avant de rejoindre Saxemara IF. Il rejoint à 19 ans le club d'Östers IF évoluant en Allsvenskan. Il finit trois années de suite meilleur buteur du championnat suédois, en 1973, 1974 et 1975.
Il part ensuite du côté de l'Allemagne pour jouer tout d'abord au KFC Uerdingen 05, puis au Fortuna Düsseldorf.

### Entraîneur
Après sa retraite de joueur, il devient entraîneur et prend les rênes en 1993 du club suédois de Mjällby AIF. Il s'occupe ensuite du GIF Sundsvall et de l'Östers IF.